# Mendes, Georgia
Mendes är en ort i Tattnall County i delstaten Georgia, USA.